# Gareth Davies
Gareth Davies (nacido en Reading, Inglaterra el 17 de septiembre de 1980) fue el bajista de la banda Funeral For A Friend. 
Usa bajos de la firma Fender para sus grabaciones y actuaciones. Es, curiosamente, el único miembro de la banda que no es galés de nacimiento.
Anteriormente formó parte de una banda local llamada Dopamine.
- Datos: Q8963494